# Метревелі Роїн Вікторович
Роїн Вікторович Метреве́лі (груз. როინ ვიქტორის ძე მეტრეველი, ар. 7 грудня 1939, Абастумані, Грузія) — грузинський вчений-історик, академік Академії наук Грузії. Ректор Тбіліського державного університету. Почесний громадянин Тбілісі.

## Біографія
У 1957 році закінчив середню школу в Кутаїсі. У тому ж році вступив на історичний факультет ТДУ, який закінчив у 1962 році.
У 1965 році захистив кандидатську дисертацію «Державні реформи в Грузії першої чверті XII століття». З того ж року почав читати лекції в ТДУ. У 1969 році обраний завідувачем кафедри історії Грузії.
Разом з науково-педагогічною діяльністю в зазначений період, активно займався громадською та політичною діяльністю. У 1960—1972 роках був секретарем, потім першим секретарем Центрального комітету комсомолу Грузії, завідував відділом організаційно-партійної роботи Центрального комітету Комуністичної партії Грузії, кандидат у члени Президії.
У 1972 році призначений заступником головного редактора Грузинської радянської енциклопедії.
У 1974 році захистив докторську дисертацію «Питання внутрішньокласової боротьби у феодальній Грузії». У 1986—1989 роках був ректором державного педагогічного інституту імені О. С. Пушкіна. З 1 листопада 1988 року виконує обов'язки академіка-секретаря Відділу суспільних наук Академії наук Грузії. У той же період введений у президію Академії наук.
З 1990 року — редактор журналу «Мацне» Академії наук (серія історії, археології, етнографії та історії мистецтв).
14 жовтня 1991 Метревелі призначений ректором Тбіліського державного університету. У період його ректорства, в 1992 році університет відновив статус автономного закладу вищої освіти, втрачений після 1926 року. 18 квітня 1992 Метревелі обраний ректором Тбіліського державного університету, а в 1997 році переобраний ректором на другий термін.
У 1993 році обраний дійсним членом Академії наук Грузії.